# Nepanthia maculata
Nepanthia maculata är en sjöstjärneart som beskrevs av Gray 1840. Nepanthia maculata ingår i släktet Nepanthia och familjen Asterinidae. Inga underarter finns listade i Catalogue of Life.